# Schizentaspidus silvicola
Schizentaspidus silvicola är en insektsart som beskrevs av Williams och Watson 1988. Schizentaspidus silvicola ingår i släktet Schizentaspidus och familjen pansarsköldlöss. Inga underarter finns listade i Catalogue of Life.